# Negernbötel
Negernbötel er en by og en kommune i det nordlige Tyskland, beliggende i Amt Trave-Land under Kreis Segeberg. Kreis Segeberg ligger i den sydøstlige del af delstaten Slesvig-Holsten.

## Geografi
Negernbötel ligger omkring 7 km nordvest for Bad Segeberg. I kommunen ligger ud over Negernbötel, Heidkaten, Stüff og Kiebitzholm. Bundesstraße B 404/Bundesautobahn 21 fra Bad Segeberg mod Bad Oldesloe går gennem kommunen, og mod syd går B 206 fra Bad Segeberg mod Lübeck.